# Leptandra cerasifolia
Leptandra cerasifolia là một loài thực vật có hoa trong họ Mã đề. Loài này được (Monjuschko) Czerep. mô tả khoa học đầu tiên năm 1991.